# École des Sous-officiers de l'Armée de Terre
L'École des Sous-officiers de l'Armée de Terre (ESA) est l'établissement d'enseignement supérieur de l'Armée de terre brésilienne, responsable de la formation et de l'obtention du diplôme des sergents combattants d'armes Carrière en : infanterie, cavalerie, artillerie, ingénierie et communications.
La structure, située à Três Corações dans le Minas Gerais, est composée de logements, réfectoires, salles de classe, laboratoire, espace culturel, bibliothèque, auditorium, poste médical, aumônerie, parc de ponts et un vaste espace sportif composé de gymnases, terrain de football, piste d'athlétisme, piscine, polo, équestre piste et chemin de corde. Elle dispose de deux terrains d'instruction : le terrain d'instruction Atalaia d'une superficie de 4,6 km2 et le terrain d'instruction Moacyr Araújo Lopes d'une superficie de 20 km2, ce dernier étant distant d'environ 40 km de Três Corações.

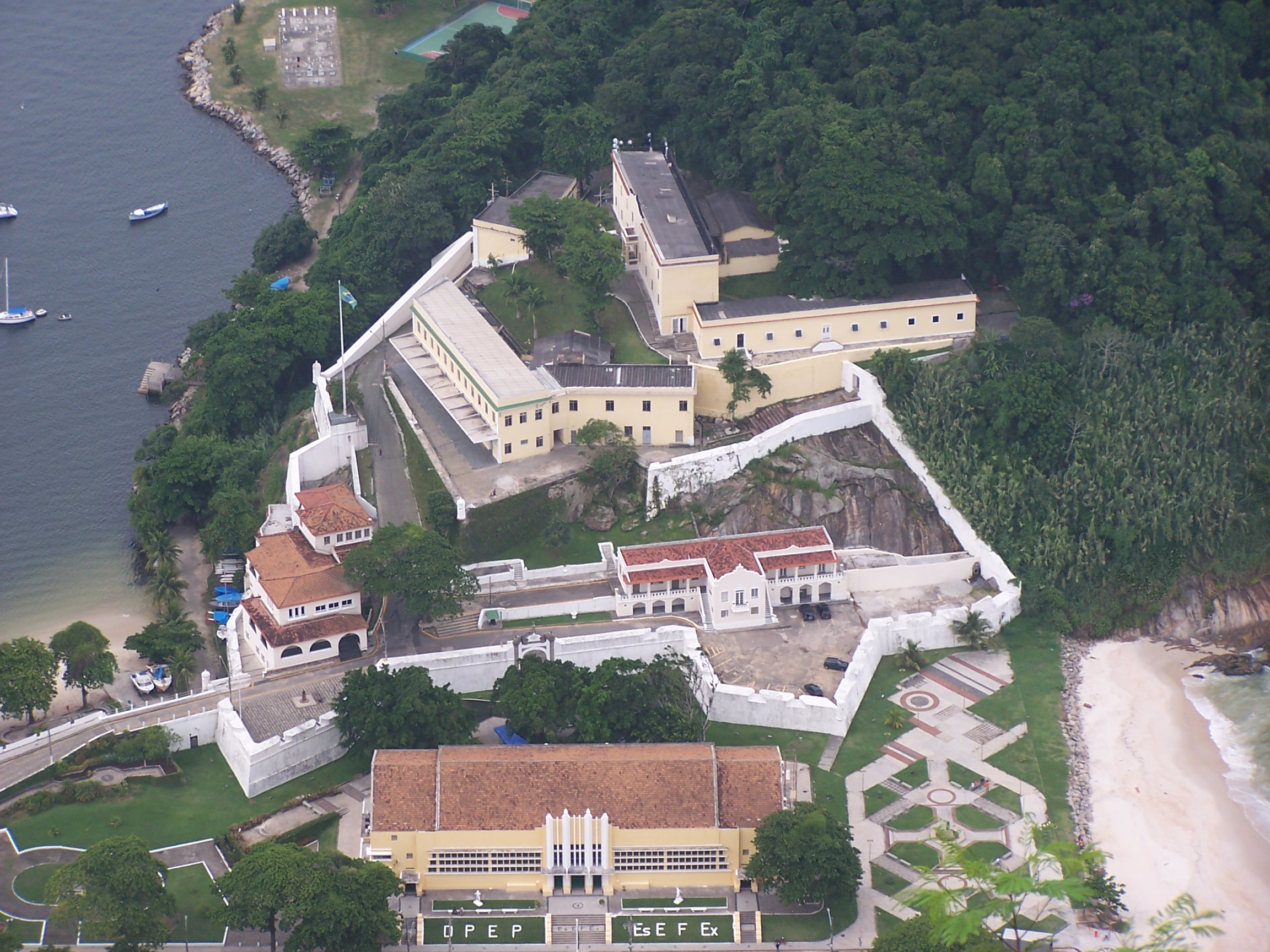
Forteresse de São João : première caserne dans laquelle le cours de formation de sergent a été installé.

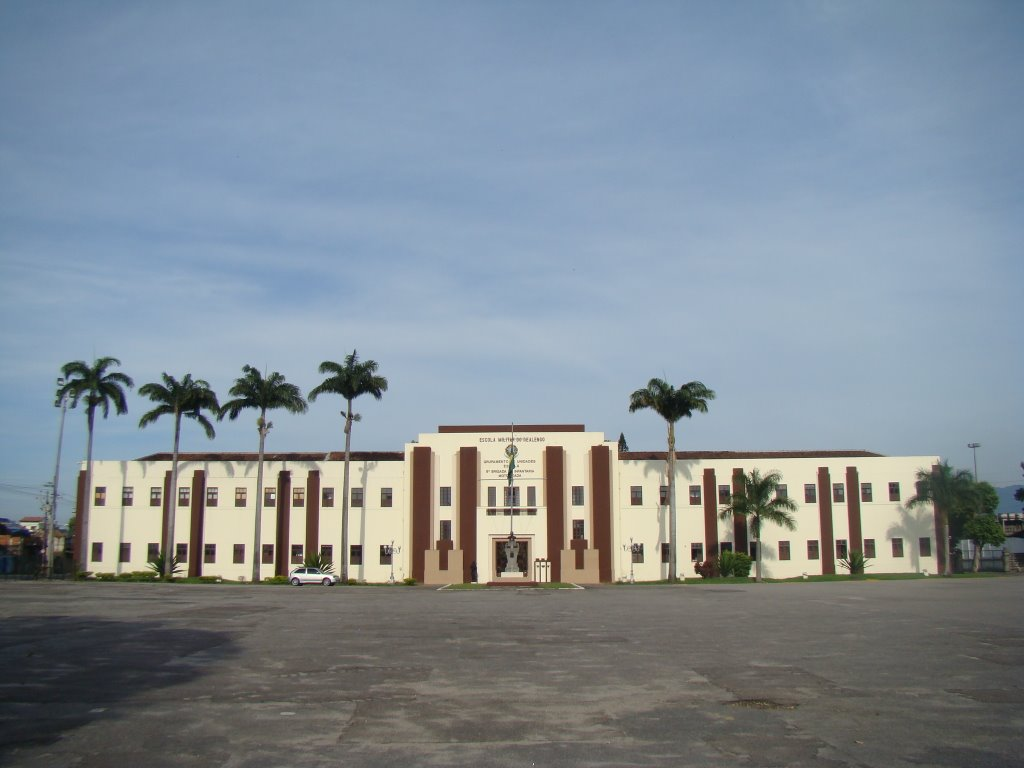
La caserne où opérait l' Escola Militar do Realengo, à Rio de Janeiro, était la première caserne de la nouvelle Escola de Sargentos da Armas (ESA), le 21 août 1945.

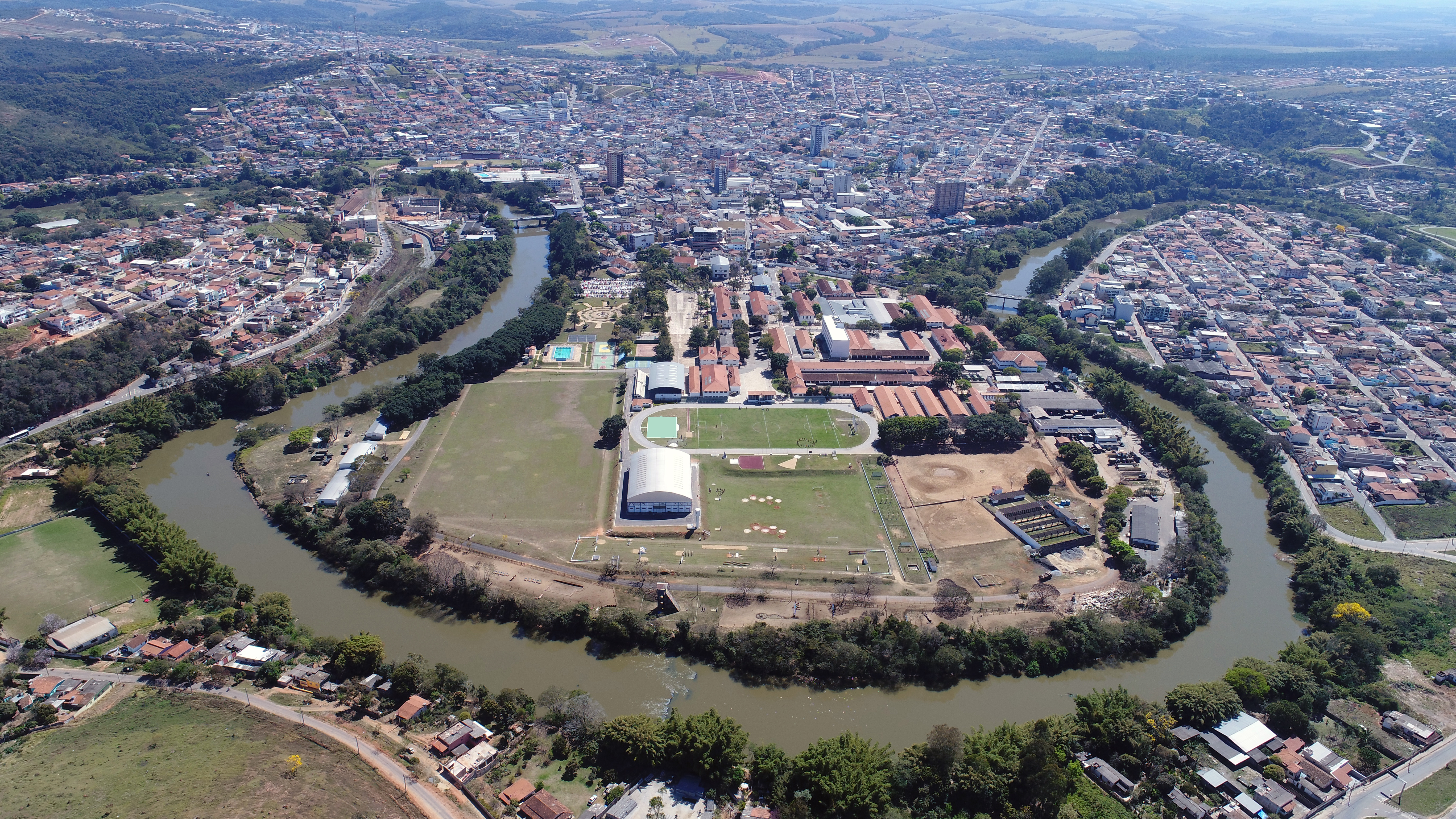
Vue aérienne de l'ESA et de la boucle du Rio Verde en 2015

## Première année du CFGS
La première année du CFGS est la première phase du cours de formation et de fin d'études pour les sergents (CFGS).
Il est réalisé dans 13 (treize) Unités Écoles Technologiques des Armées (UETE), encadrées par l'ESA, implantées du nord au sud du territoire national.
La Première Année du CFGS dure 44 (quarante-quatre) semaines.